# فولوديمير بوندارينكو
فولوديمير بوندارينكو (بالأوكرانية: Бондаренко Володимир Петрович)‏ هو لاعب كرة قدم أوكراني في مركز الوسط، ولد في 6 يوليو 1981 في كييف في أوكرانيا. لعب مع أرسنال كييف وبالتيكا كالينينغراد وتشورنومورتس أوديسا وتوربيدو موسكو وموردوفيا سارانسك ونادي أوليكساندريا ونادي فولين لوتسك.

## وصلات خارجية
- فولوديمير بوندارينكو على موقع اتحاد أوكرانيا (الإنجليزية)
- فولوديمير بوندارينكو على موقع قاعدة بيانات كرة القدم.إي يو (الإنجليزية)
- فولوديمير بوندارينكو على موقع Soccerway.com (الإنجليزية)